# Ooencyrtus jeani
Ooencyrtus jeani is een vliesvleugelig insect uit de familie Encyrtidae. De wetenschappelijke naam is voor het eerst geldig gepubliceerd in 1998 door Noyes & Prinsloo.